# 上海美术专科学校
上海美术专科学校，简称上海美专，是中華民国上海市的一所美术学校。

## 历史
上海美专由乌始光、刘海粟、汪亚尘于1912年11月23日创建于上海乍浦路7号，当时名为「上海美术學院」。1915年更名为「上海图画美术院」，迁址于上海法租界菜市街，1921年再改名为上海美术专门学校，1930年定名为上海美术专科学校。
上海美专建校之初仅有绘画一科，专攻西洋画，后改为西洋画科。1919年成立校董事会，由蔡元培、赵鞠椒、王震、沈恩孚、黄炎培等社会名流组成，同时学校增办为四个专业和两个师范科：中国画科、西洋画科、工艺图案科、劳作科、高等师范科和初等师范科，成为设置完善的专门美术学院。同年，该校在中国首次提出“不论男女均可入学”，实行男女同校制。1947年明确设立五年制学校。
1952年，在中华人民共和国院系调整中，上海美专与苏州美术专科学校、山东大学艺术系合并成立华东艺术专科学校，定址无锡。华东艺术专科学校1958年迁往南京，1959年升格为南京艺术学院。
1965年8月上海美专改组为上海市美术学校；1983年并入新组建的上海大学，命名为上海大学美术学院。
2016年12月11日，“上海大学上海美术学院”挂牌成立，是上海大学具有相对独立自主办学权的二级学院。冯远任首任院长。

## 裸体风波
上海美专是中国首座使用裸体模特教授人体素描的学校，1914年，刘海粟就开始在课堂教学中教授人体画。自1916年起，其人体画屡次遭到社会各界抨击，1919年甚至有一位上海海关的监督行文上海公共租界工部局要求加以查禁，但租界当局未予深究。1920年，刘聘请一位俄罗斯女子成为专职模特，随后也聘请了一些中国妇女担任模特。
1924年开始，江西、江苏（时上海属于江苏管理）先后禁止裸体模特，1925年10月，江苏省长要求教育厅查禁裸体模特。1926年4月，上海县知事危道丰奉令对美专发出警告，4月17日，刘海粟在《申报》上撰文反驳，反而向当时控制上海地区的北洋军阀孙传芳指控危道丰“不揣冒昧，扬长出令，大言不惭，虚张官架”。5月11日，危正式发布命令查禁裸体模特，并警告上海美专要“转请法租界及会审公廨从严查禁。如再违抗，即予查封。”6月3日，孙传芳致函刘海粟劝说其放弃使用人体模特，但是刘海粟于6月10日在《申报》上公开发表回复，坚决拒绝了孙的要求，孙遂下令要求上海县公署对美专加以查禁。6月底，法租界当局同意对裸体模特进行查禁，7月15日，迫于压力，刘复函孙传芳同意取消裸体模特。其后在孙传芳败亡后，刘方重新引入裸体模特。

## 教职人员
- 王白淵
- 刘海粟
- 傅雷
- 张充仁

## 校友
- 方幹民
- 程十发
- 赵丹
- 喬莊
- 李士群
- 潘玉良
- 唐滌生
- 王子云
- 黄镇
- 黄源洛，中国第一部借鉴西洋歌剧创作手法写作的歌剧创作者。
- 丁雄泉
- 木心（1927－2011），原名孙璞，浙江乌镇人，画家、作家、诗人。
- 万古蟾
- 金纪发
- 龙文（1896—1970），字埔珊，笔名铁岩，陕西省城固县天明乡人，毕业于上海美术专门学校高等师范科，中华民国第一屆國民大會陝西省代表。